# バンタヤン島
バンタヤン島(英語: Bantayan Island)はフィリピン、ヴィサヤ海に位置する島。タノン海峡を挟んでセブ島の北端の西に位置している。2010年の国勢調査では住民が136,960人であった。
島はセブ州に属しており、島内中部で最大の都市バンタヤン、北部のマドリデージョス、東部のサンタフェの3自治体に分かれている。

## 周辺の島々
バンタヤン島はバンタヤン群島の本島で同群島最大の島である。フィリピン島列の中心に近い場所に存在し、群島には無人や居住できないものも含め数多くの小島が存在しており、多くは本島の南西端側に存在する。20ほどの島がバンタヤン島内の市営港付近から南東に8km程の距離の内に点在し、いくつかの島は干潮時に本島と陸続きとなる。群島はミンダナオ島やセブ島各都市からマニラへむかう多くの船舶が頻繁に行き交う海路のそばに存在する。これらの島々はどれも小さく、植物が茂り、標高も低く、別のものと見分けがつきにくい。
これらのうち有名なものは以下の島々である。
1. Botique (または Botigues, Batquis)
2. Botong
3. Byagayag Islands (Daku and Diot)
4. Doong
5. Hilantagaan (または Jicantangan, Cabalauan)
6. Hilantagaan Diot (または Silion, Pulo Diyot (little island))
7. Hilutungan (または Hilotongan, Lutungan)[注釈 2]
8. Lipayran
9. Mambacayao (または Mambacayao Daku)
10. Moambuc (または Maamboc, Moamboc, Kangka Abong, Cangcabong)
11. Panangatan (または Pintagan)
12. Panitugan (または Banitugan)
13. Patao (または Polopolo)
14. Sagasay (または Sagasa, Tagasa)
15. Silagon
16. Yao Islet (または Mambacayao Diot)

'バンタヤンの小島は数多く、多くが標高が低く小さい' —Juan de Medina (1630)
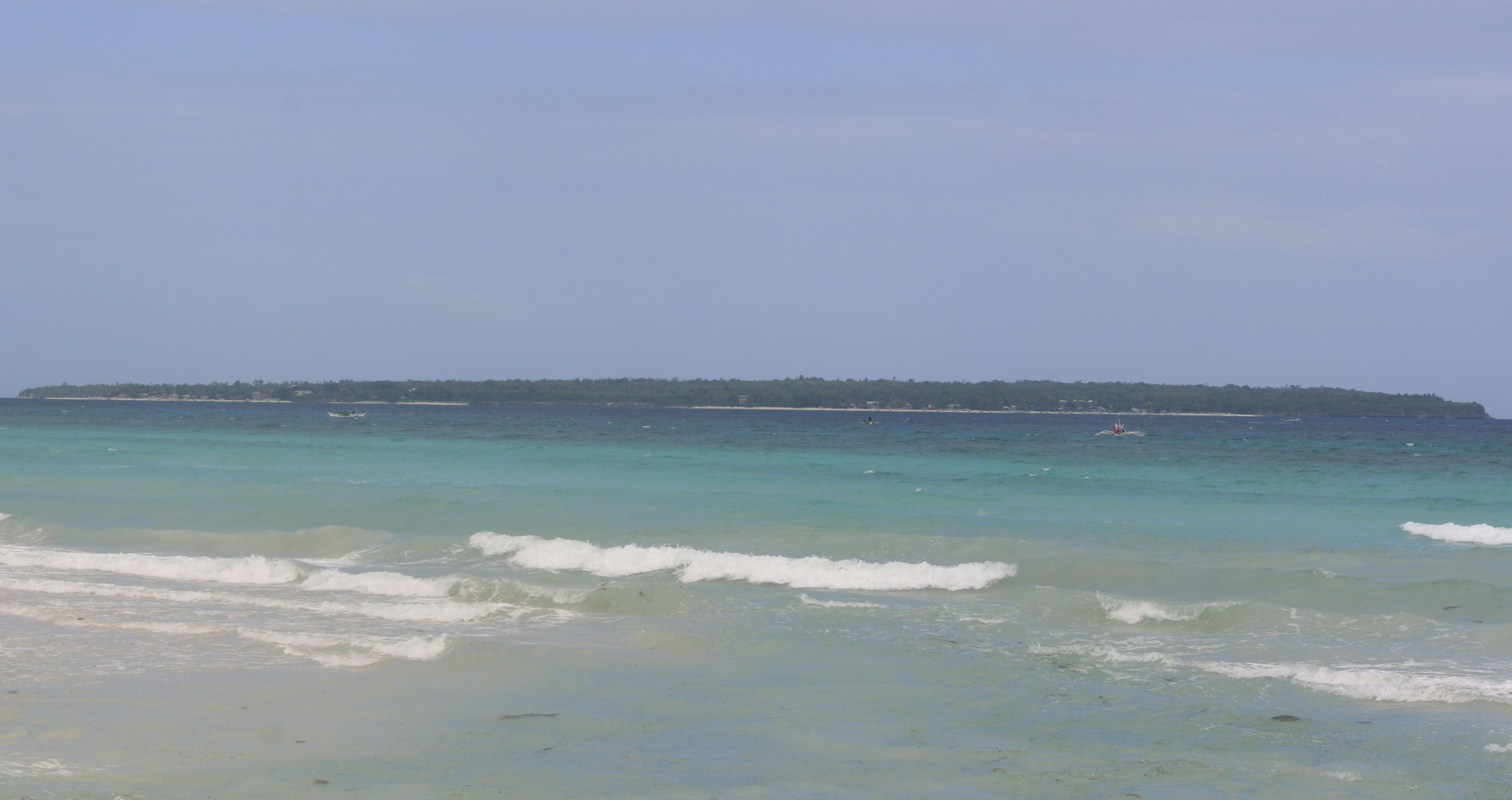
南からみたHilantagaan
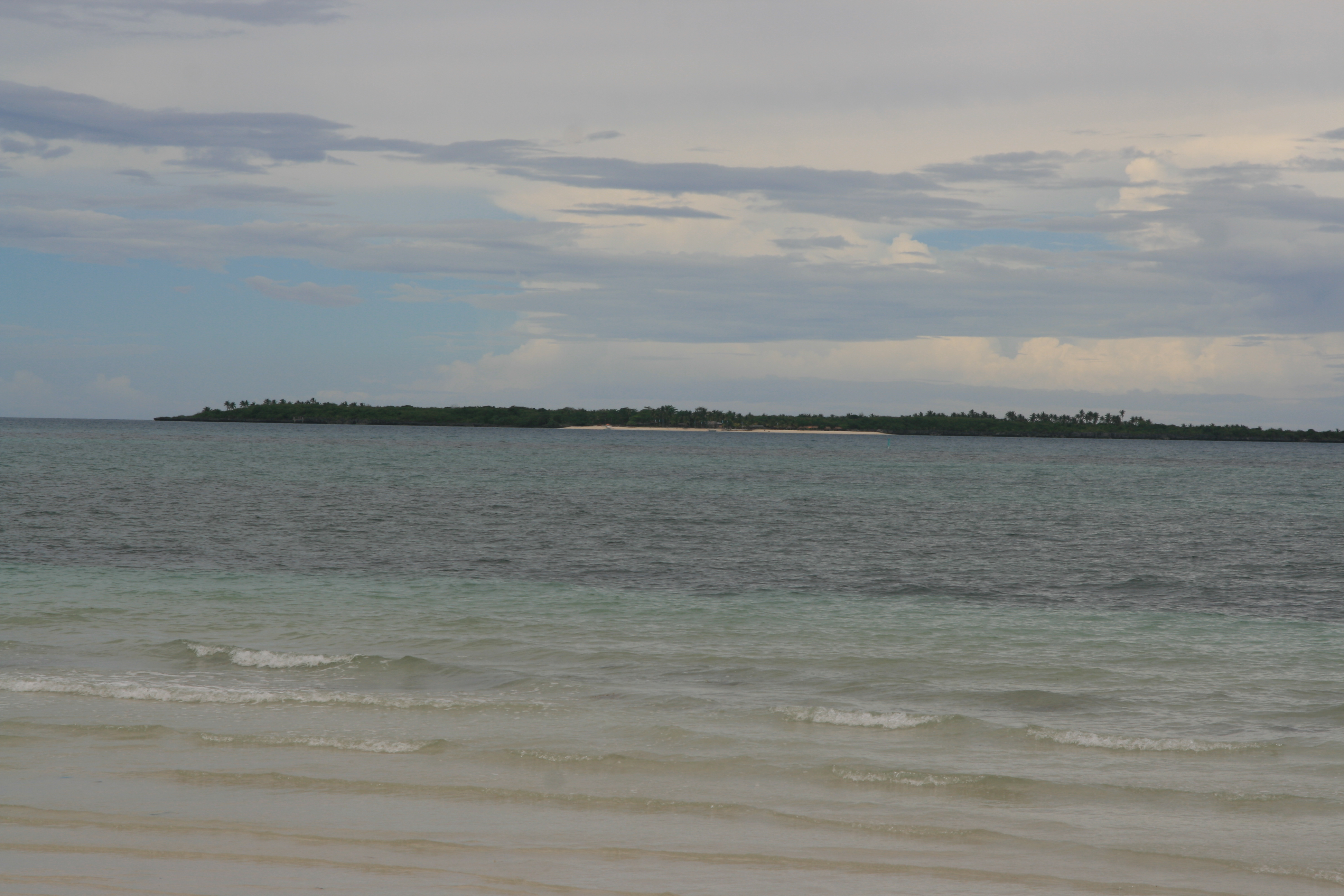
西から見たHilantagaan Dyot
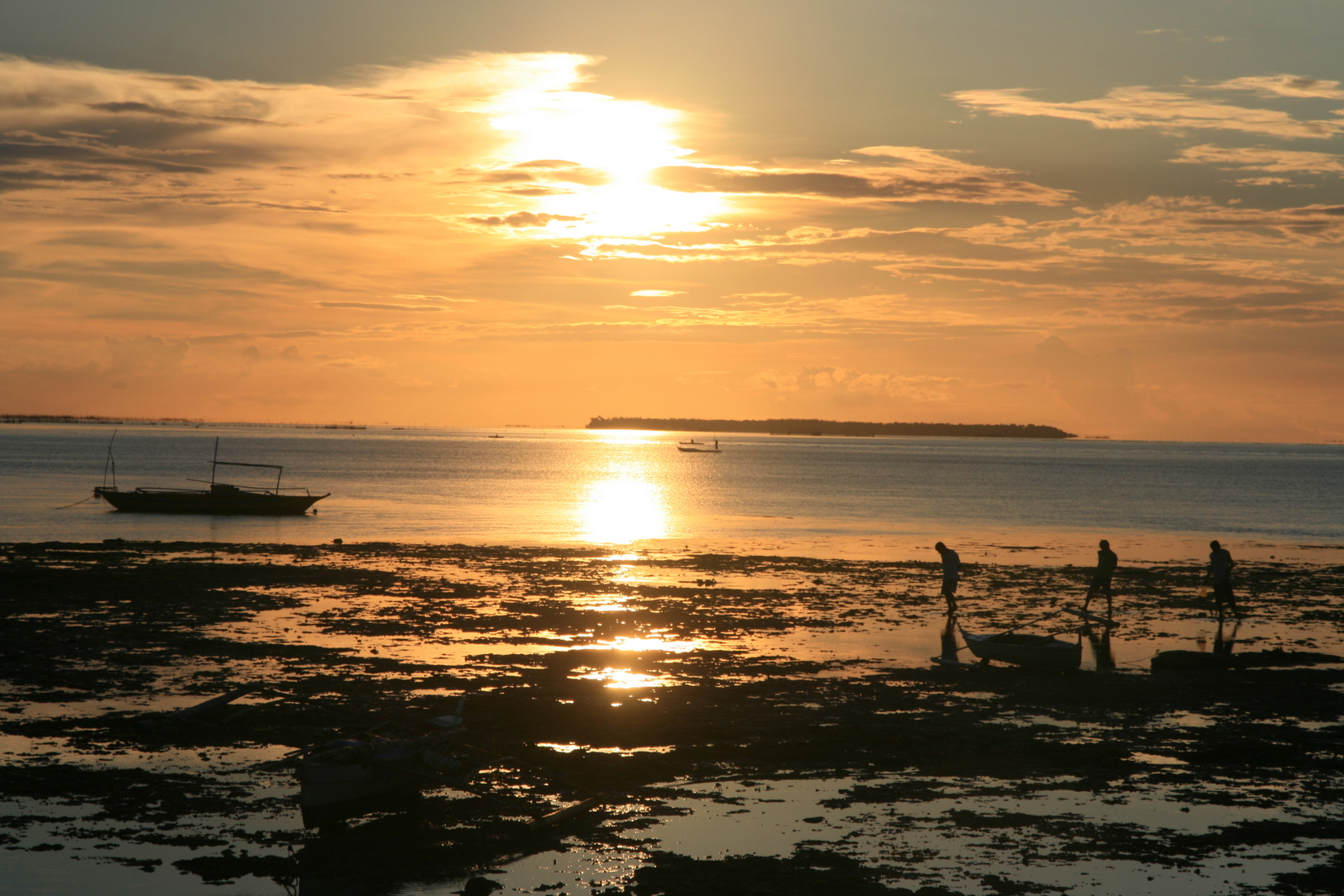
東から見たHilutungan
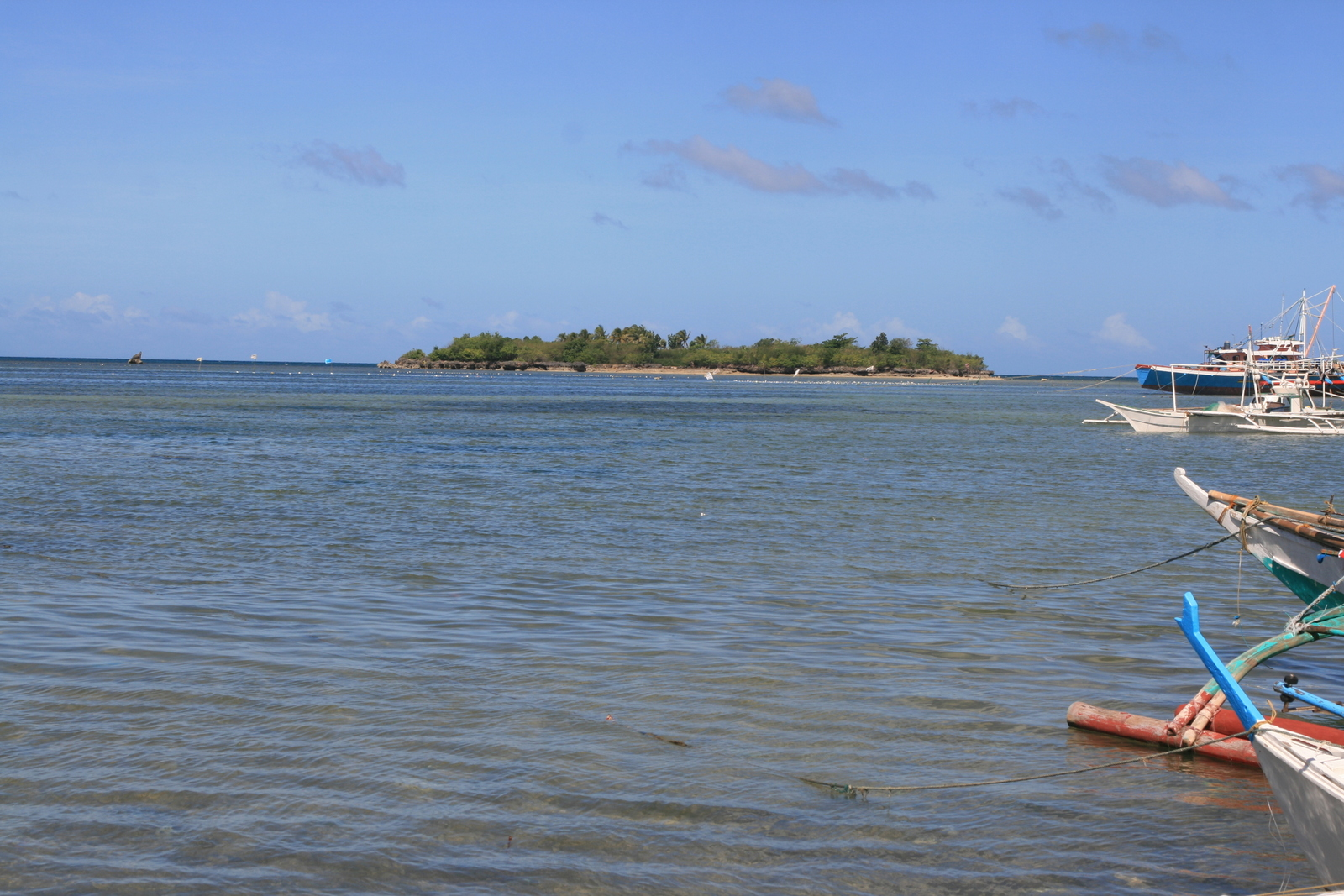
Patao

加えて、バンタヤン島の北西に存在するグインタカン島（キナーターカン、バトバタン）もバンタヤン群島には属していないもののサンタフェの自治体の一部となっている。

## 歴史

### 初期
いつ人々がバンタヤンに初めて到着したか、どこから来たかなどの証拠を示す物理的な記録は何もない。パナイ人にさかのぼることが出来るという説、大部分がセブアノ人に起源があるとする説などのほかレイテ島やボホール島から来たとする説もある。
バンタヤンと周辺地域のつながりは人々の話す混合された方言や機織、踊り、建築などの古い文化から推測することが出来る。加えて、古い時代につけられた特定のヒスパニックの部族名はパナイのRubio、Arcenaz、Alvarez、セブのRodriguez、Ancaja、Mansueto、Villacruz、レイテのVillacin、Villaflor、Otega、Carabio、ボホールのHubahib、Garcia、Caquillaなど特定の場所と結びついている。
スペインのコンキスタドールの到来以前の文書による文化や生活の証拠は少なく、その時代の島民についての情報は世代間の口伝や伝承の収集によって知ることが出来る。
初期にこの島に住んでいた人々は、外部への探究心が無かったとされ、遠出せず、居住域から離れた場所の知識があまり無かった。気候が温暖であったため、彼らは衣類を少ししかまとっていなかった。豊富な魚、猟鳥、果物、ba-ay、hagmang、bailacog、kiotなどの塊茎植物によって、人々は開拓の必要性がなく、穀草、サツマイモや他の野菜などを育てるための開墾などは行わなかった。大小の木々が繁茂しており、その大きな葉によって年中地表を陰らせていた。蔓植物が枝から枝を伝って木に沿って伸びており、開かれた土地での作物栽培は難しかった

### スペイン統治時代

#### 統治の開始
1565年から1898年のフィリピンはスペイン領東インドの一部としてスペインの植民地になっていた。
1580年にドン・ペドロ・デ・ガンボアの相続人のエンコミエンダとして教会教区が設立された。

Miguel de Loarcaは1582年に以下のように述べている::48
ysla de bantayan A la vanda del norte de a ysla de çubu apartada della como dos leguas esta la ysla de bantayan que terna oçho leguas de box y dos de ançho tiene çerca de mil yndios y son de vn encomendero ella y la ysla de Vohol aRiba diçho, la gente della es buena gente tratante tienen grande pesquerias que es ysla de heçha muçhos baxos tiene pesqueria de perlas aunqe poca cosa no se coje en ella sino a Millo y borona y no se coje ningun arroz por ques tierra toda de mal pais aunque llana algunos de los naturales desta ysla haçen sus sementeras en la ysla de çubu, como digo esta dos leguas de trauesia tiene muy buenos palmares y lo mismo se a de entender de todas las yslas de los pintados porque todas lellas abundan en gran cantidad de palmas— 
バンタヤン島　バンタヤン島はおおよそセブ島から2リーグ北にある。外周はおおよそ8リーグで幅は2リーグほどで、1000人程のインディアンが済んでいる。この島とボホールの上記の島は1人のエンコメンデーロが担当している。ここの住民は良い傾向にある。島の近くに多くの浅瀬があるため、彼らは大規模な漁業を営む。また、非常に小さい規模だが真珠漁業も存在する。キビとボロナは生産されているが、どの島も土壌が貧しく米は作られていない。いくらかの原住民は私が言ったように2リーグ離れているセブの島で土地を耕している。島には優秀なヤシの木が豊富である — ヤシの木はピンタドス諸島全てで共通に生育し、全ての島でヤシの木が豊富である。

また、以下のようにも書いている。::140
Otra manera de esclauonia. Ay otro genero de señorio qe yntroduxo Vno que se llamaua sidumaguer qe Diçen que a mas de dos mill años qe fue que porque le quebraron vn barangay en languiguey donde el era natural ques En la ysla de bantayan qe si tenian los qe defienden, de Aquellos qe le quebraron el barangay si qdo mueren dexan diez esclauos le dauan dos y Al Respeto toda la demas haçienda, y esta manera de esclauonia. quedo yntroduçida en todos los yndios de las playas y no los tinguianes.
奴隷制の別種　ここでは彼らがSidumaguerと呼ぶ男によって導入された別種の支配があり、これは彼らによると2000年以上前に起こったとされる。
一部の男がバンタヤン島内にあるSidumaguerの故郷のLanguiguey村で彼が所有していたバランガイを壊したので、彼は自身のバランガイを破壊したものの子孫に、死に際して10人当たり2人の奴隷と彼らの持つその他の全ての財産のいくらかの相続分を残すように強要した。この種の奴隷制は海岸に住む全てのインディアンの間で徐々に浸透したが、Tinguianesには浸透しなかった。
1588年にかかれたものの中で、ドミンゴ・デ・サラザールは「バンタヤンの島は小さく、人口密度が高い。800を超える貢献者があり、それらの多くがクリスチャンである。島民を担当していたアウグスティニアンも布教を放置したが、彼らは布教なしにキリスト教徒になった。この島はセブ島から20リーグの位置にある。」と報告している:41。
同時期の1591年、バンタヤンの人口は6732人で、683の年貢が差し出されたとされている:132。
de Medina Fray Juan de Medinaが1630年に記したものでは以下の様に書かれている
パナイ島からは遠いものの、パナイ島とセブ島の間にあるバンタヤン島に修道会が設立された。外洋を航行することなくセブ島へ行くことを望む場合、島から島へ渡ることになるが、これらの海の距離は1リーグから1リーグ半よりも大きいことはない。leguas. これらのバンタヤン群島は数が多く、土地が低く、とても小さい。最大の島は上記のものである。我々がそれを買収したとき、多くの住民があり、見栄えが良く、背が高く、体格が良かった。しかし、現在はミンダナオ島やJológからの絶え間ない侵略によってほとんどが過疎化している。
彼はまた「この島にはHilingigayという村があり、これらの岸に住む住民は全てのヴィサヤ原住民に源流があると言われ、その言語はHilingigayの言語に似ている。」ともしている。

#### 島名の由来
第22代総督で、1635年6月から1644年8月までの任期を勤めたフィリピン提督セバスティアン・ウルタド・デ・コルクェラの治世、奴隷狩りのために居住地を襲撃していたモロ人海賊によってヴィサヤ人は継続的に苦しめられていたとされる。このため、モロの攻撃からの防衛と避難のため、諸島のさまざまな場所に背の高い壁や物見塔が建設された。
地元の伝承ではこれらの物見塔は地元で王の物見塔を意味する「バンタヤン・サ・ハリ(Bantayan sa Hari)」として知られていたとされ、地元住民は塔でモロ人の乗るフィリピンの伝統舟ヴィンタを監視する労役についており、その途中に頻繁に使われた「見張り続けろ」を意味する「バンタヤン」という言葉が群島の名前の由来となったとされる。
バンタヤン諸島には18の物見塔が建設された。これらの多くは残っておらず、現在は遺構が残っているだけである。マドリデージョスのものは良好な状態であり、サンタ・フェのものもそれに続く。Doong島に特に良好なものがある
Pedro de Caldierva de Mariacaは1608年の「フィリピンにおける陛下の年収と収入源の報告書」で、バンタヤンとボホールからの献納(tributes)は2400ゴールド・ペソに相当すると記している:246

#### 産業化
1778年7月から1787年9月までフィリピン提督はホセ・バスコ・イ・ヴァルガスが勤めた。彼の統治期、農業や産業を奨励する多くの計画を始めた。しかし、島民は道路、公共施設、教会の建設などを強制されたため、多くの小規模産業は完全に放棄された。これらの労役は「politas」と呼ばれていた

魚の豊富さ、有利な気候と開拓のない土地は人々の職業を大きく方向付けた。これらの地政学的性質は住民が漁民や農民、船員などとなる強い刺激となった。後に島内に小さな開拓地が開かれていった。
バンタヤンとサンタフェとマドリデージョスの3つの町を結ぶ道は主にこの労役と一部献納の積み立てによって作られた。

#### 宗教
スペイン人がバンタヤン島に到来したとき、島民は精霊信仰や巫術、降霊術、魔術などいくつかの形式の信仰と崇拝を持っていた。悪霊や善霊、魔女や幽霊といったものを信じ、これらの架空の事物を喜ばせるために人々は護符や誓約、自傷や贄などに助けを求めた。かつての読み書きの出来ない人々の間では悪霊が井戸に入れた毒によってコレラなどの致命的な病気が引き起こされ、祈りを繰り返し続けることで恐ろしい病気から守られると言う考えは共通の考えであった。
スペイン人到来後も、長い間国家と教会の協力がなく、両者の間で争いが続いた。総督から大市長までの行政と大司教から修道士までの宗教の間で政治権力闘争があった。このため、改善のための計画は行われなかった。

### アメリカ統治時代
1899年1月4日、スペインの米西戦争での敗北によって、フィリピンには新政府が発足した。マッキンリー大統領の指示でフィリピン内のアメリカ陸軍司令官エルウェル・スティーブン・オーティスはアメリカの主権が無条件に承認されなければならないと宣言し、アメリカ統治時代が始まった。
この群島はスペインやアメリカに対する反乱を行わなかったが、米比戦争後、当時バンタヤンの地区であったサンタフェに住む「Patorete」によって反動派が組織された。彼らは侵略者への反抗を宣言したが、武装してサンタフェ北部に放火テロや強奪を行い、Capitan MiroyとAguido Batabalonosに参加を強要した。これは住民の間で大きな恐怖と緊張を生んだ。
アメリカの到来までの地区の状態は一般的に十分から程遠かった。衛生状態は非常に劣悪であり、寿命は最悪で、いくらかの人々の間に彼らの祖先のやり方からの進歩の兆候がある程度だった。
セブ州の一部はスペインが導入した方法を利用して開発された。1895年に新州法が制定され、その後に必要な任用は行われた。当時、バンタヤンでは伝統的な共同体「プエブロ」が組織されていた。1911年にサンタフェで、1917年にマドリデージョスでもプエブロが組織された。これらのプエブロには限られた現地選挙人によって選ばれる自治体議会の下、新しい組織体型が与えられた。地元自治体の長の名称はゴベルナドルシリョやキャピタン(Capitan)からプレジデンテに変えられた。
新しく組織された自治体の管理作業に取り組むため、バンタヤン、マドリデージョス、サンタフェの3町で最初のプレジデンテが任命され、バンタヤンにGregorio Escario、マドリデージョスにVicente Bacolod、サンタフェにCasimiro Batiancilaの3人が任命された。アメリカ統治の早期から政党が正式に組織された。1900年の終わりに自由党が生まれた。1902年にPascual H. Pobleteによって独立党が結成された。
1904年から1906年のルーク・エドワード・ライト総督時代、公道政策が始まった。小道が少しずつより永続的な構造の道路に変えられた。1913年末、サンタフェ・バンタヤン間の道路の建設が始まり、1918年にバンタヤン・マドリデージョスの道路の建設が始まった。これらは両方1924年に開通している。
長年にわたり漁業と農業が重要な産業であったが、1903年から1925年にかけてはピニャの服やマゲイ繊維を纏めたものが非常に有利な事業となった。しかし、徐々にこれらの製品の需要は弱体化し、最終的になくなった。ほぼ同じくして、「開き時間産業」と呼ばれた手刺繍の生産が始まり、多くの女性が数年間にわたってその生産に積極的に参加していた。地元特有の産品として重要であったが、1923年に特にマニラなどで市場の状況が弱体化して不安定になり、この産業は徐々に姿を消した。

### 独立後
グレゴリオ・F.サイデはフィリピンの国家の特性を「竹のようにしなやかで、折れることなく風に曲がる」としている。この言葉が表すように第二次世界大戦中、当時市長であったIsidro Escarioが小船で日本の軍艦を迎えに漕ぎ出し、そこで処置を受けてバンタヤン島は侵略されることなく戦争を基本的に避けることが出来た。

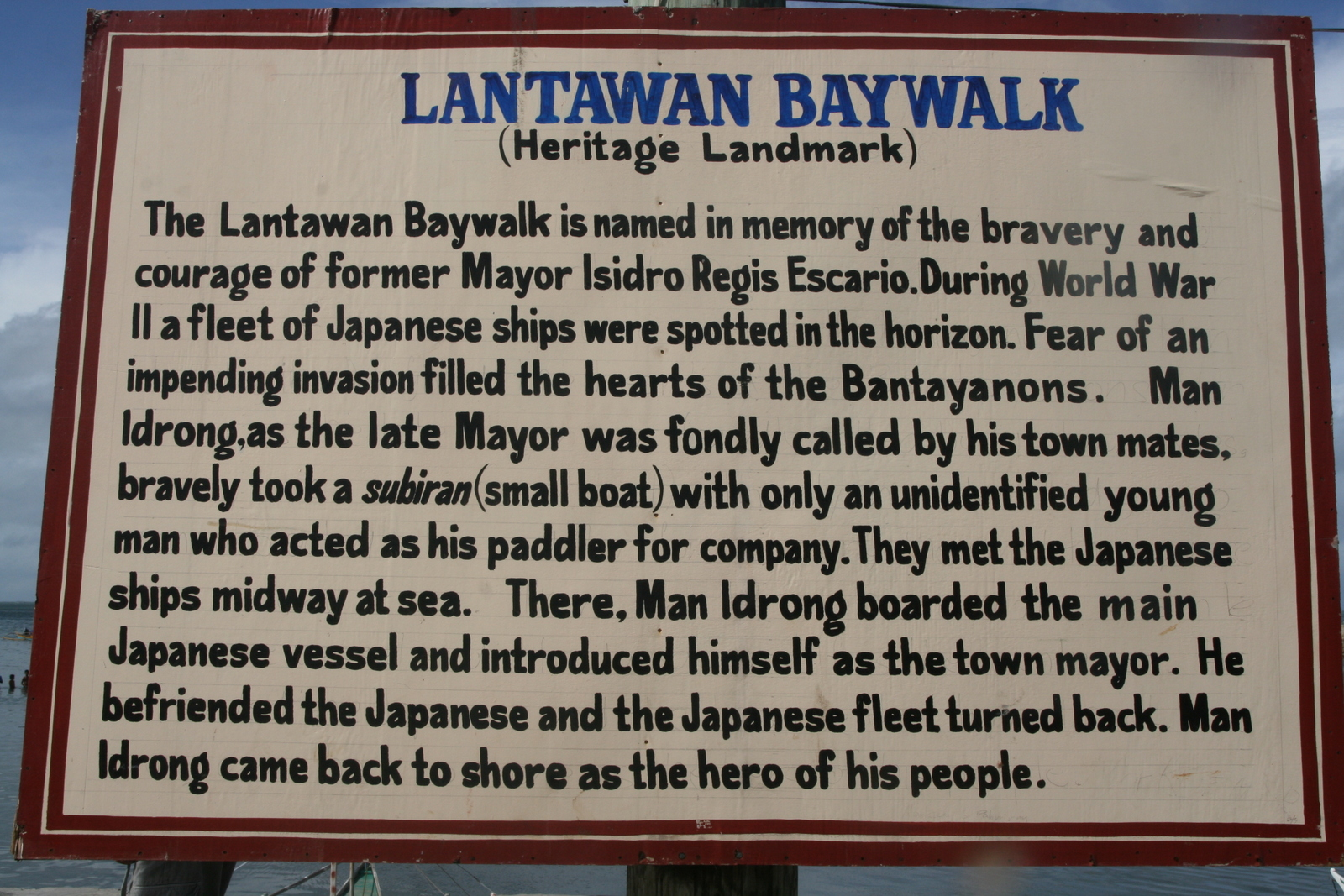
Man Idrongの銘板(平成25年台風第30号で流失した)

以前は養鶏は主要産業ではなかったものの、現在は大規模で専門性の高い産業に成長した。大きな養鶏所が国道やその支線のそばに立地している。特別に作られた鶏舎と養鶏場で100万羽を超える鶏が飼育されており、毎日50万個以上の卵が集められる。これらの卵はセブ、マニラ、ミンダナオやその他のヴィサヤ諸島の自治体に販売されており、この産業はコプラ生産、ヤシ酒(tubâ)の収集、漁業などと共にバンタヤンの就業事情に寄与している。

## 文化

### 商業
バンタヤン島はセブの漁場と考えられており、小船に満載したguinamos (塩蔵魚)やbuwad(乾し魚)などの魚が毎日セブやネグロスに運ばれている。これらの商品はセブやネグロスの現地で消費されるほか、さらにミンダナオやマニラに運ばれたりしている。また養鶏業が盛んであり、毎日数十万の鶏卵が生産されている。

### 言語
バンタヤンの方言は多くがヴィサヤ諸語の混合であり、セブ島のセブ語、ネグロス島のヒリガイノン語、サマール島のワライワライ語、マスバテ島のマスバテニョ語、ボホール島のボホール方言などの混合である。しかしながら"kakyop, sara, buwas" (昨日、今日、明日)のような独自の単語も持っている。

### 交通

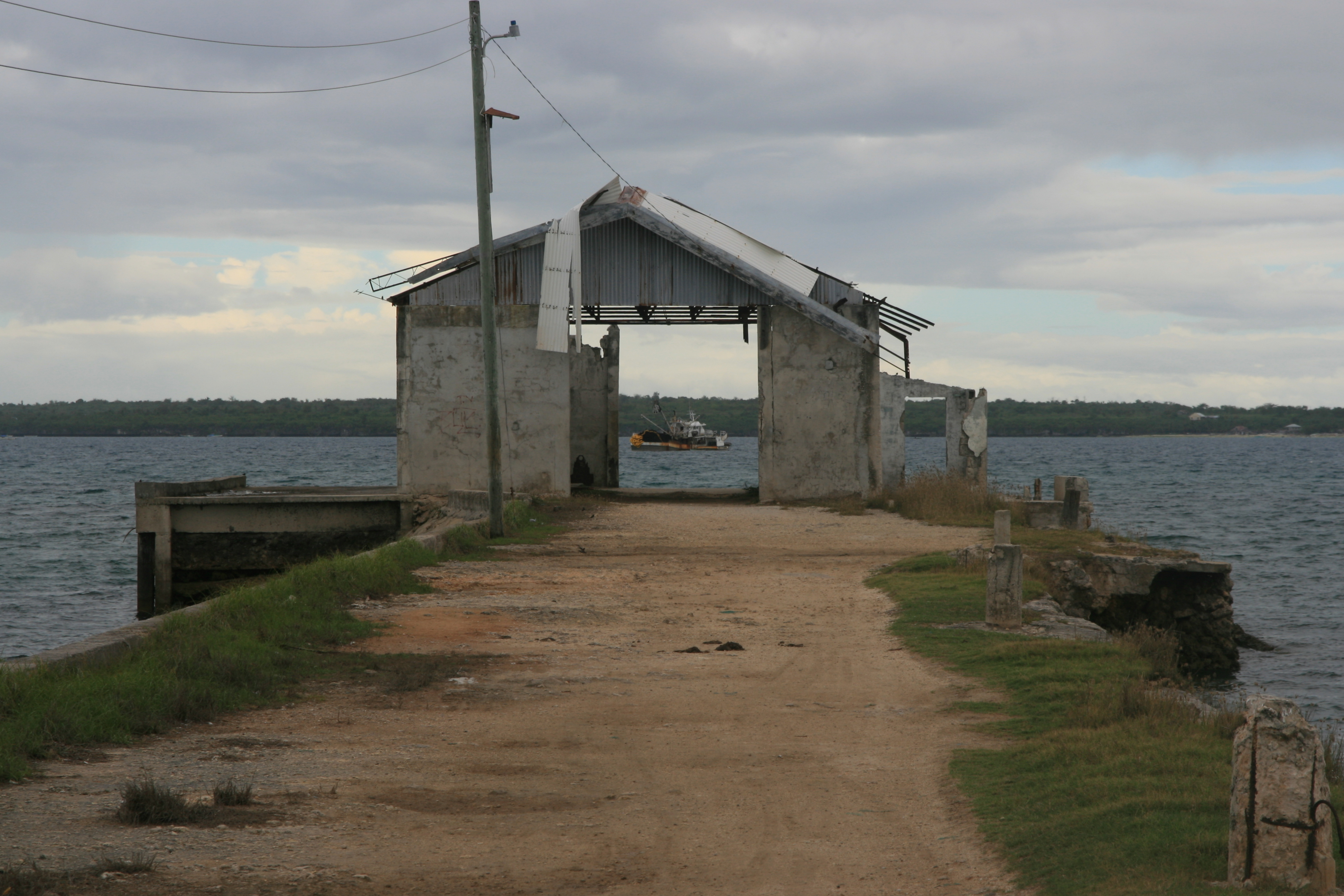
Baigad地区の波止場

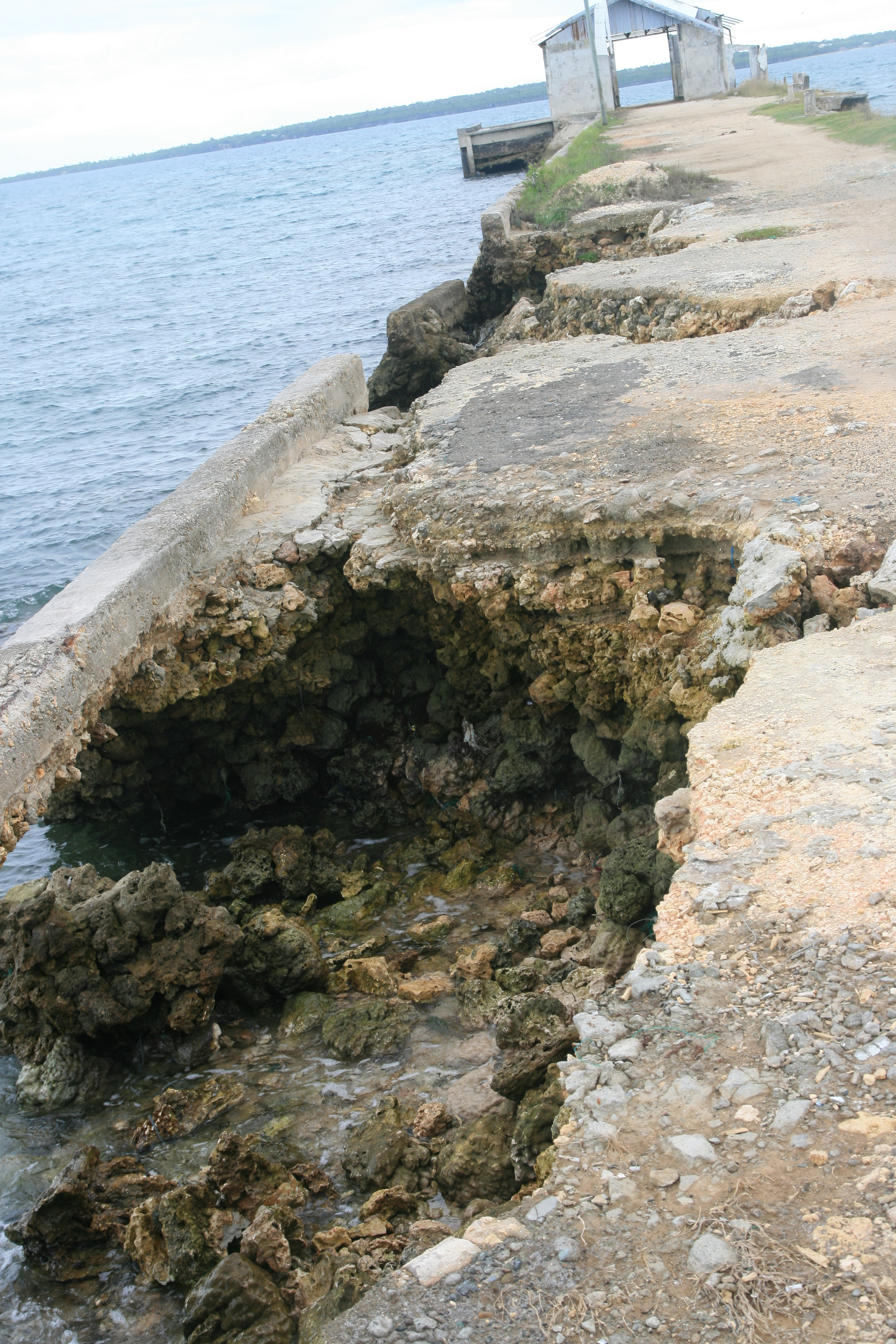
Baigad地区の波止場

島にはセブ州サン・レミジオのHagnayaからサンタフェにフェリーが出ているほか、イロイロ州エスタンシア、西ネグロス州サガイからバンタヤン市港にも航路がある。バンタヤン空港はマクタン・セブ国際空港からの不定期のチャーター機を扱っている。
物品はバンタヤン市港を使って船積みされる。Baigad地区には小さな波止場もあり、パンプボートが利用可能であるが、整備が行き届いていない状態で、2007年からは利用できない。
島周辺ではBantigue地区沖のバンタヤン灯台、マドリデージョスのコタ岬沖のバンタイ（Buntay）灯台、グインタカン島の南端に存在するグインタカン灯台の3つの灯台がある

### 人口動態
| \| バンタヤン島の人口と増加率 \| \| \| \| 年 \| 人口 \| ±% 増減 \| \| ------------------------------------------ \| ------- \| ------- \| \| 1990 \| 106,584 \| — \| \| 1995 \| 110,486 \| +0.68% \| \| 2000 \| 120,101 \| +1.80% \| \| 2007 \| 129,154 \| +1.01% \| \| 2010 \| 136,960 \| +2.16% \| \| Source: National Statistics Office[19][20] \| \| \| | 25,000 50,000 75,000 100,000 125,000 150,000 1990 1995 2000 2007 2010 - バンタヤン - マドリデージョス - サンタフェ |         |
| バンタヤン島の人口と増加率 | |         |
| 年 | 人口 | ±% 増減 |
| 1990 | 106,584 | —       |
| 1995 | 110,486 | +0.68%  |
| 2000 | 120,101 | +1.80%  |
| 2007 | 129,154 | +1.01%  |
| 2010 | 136,960 | +2.16%  |
| Source: National Statistics Office | |         |

島の人口が比較的高い観点と観光地としての人気の高まりから、100床規模の三次病院の建設のための議案が議会にすでに提示されている。現在最も近い三次医療施設はセブにあり、所要時間は陸海含め4時間ほどである。レベル1の施設はセブ州のボゴに存在するが所要時間は1時間半ほどかかる。

### 教育

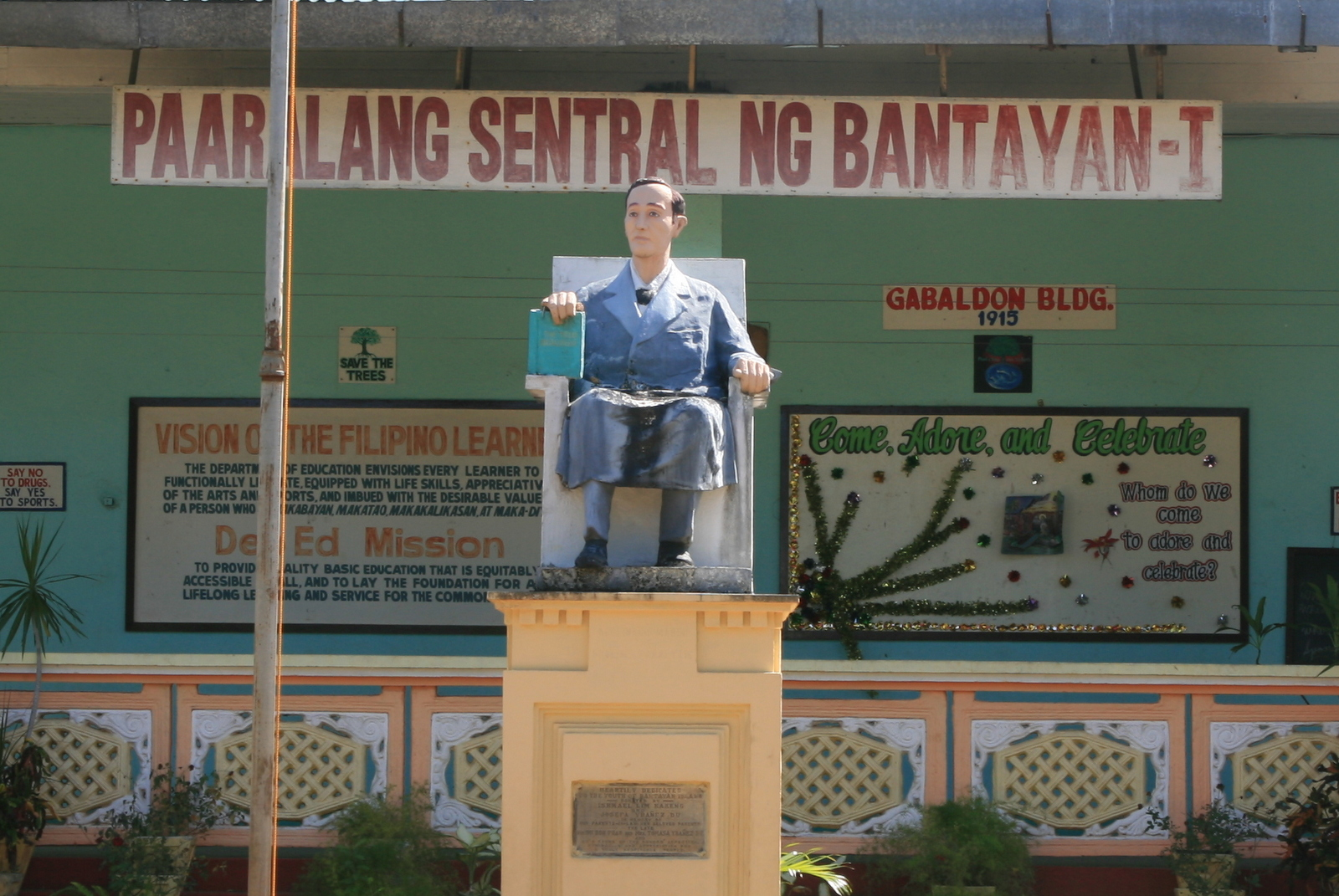
バンタヤン中央学校の玄関

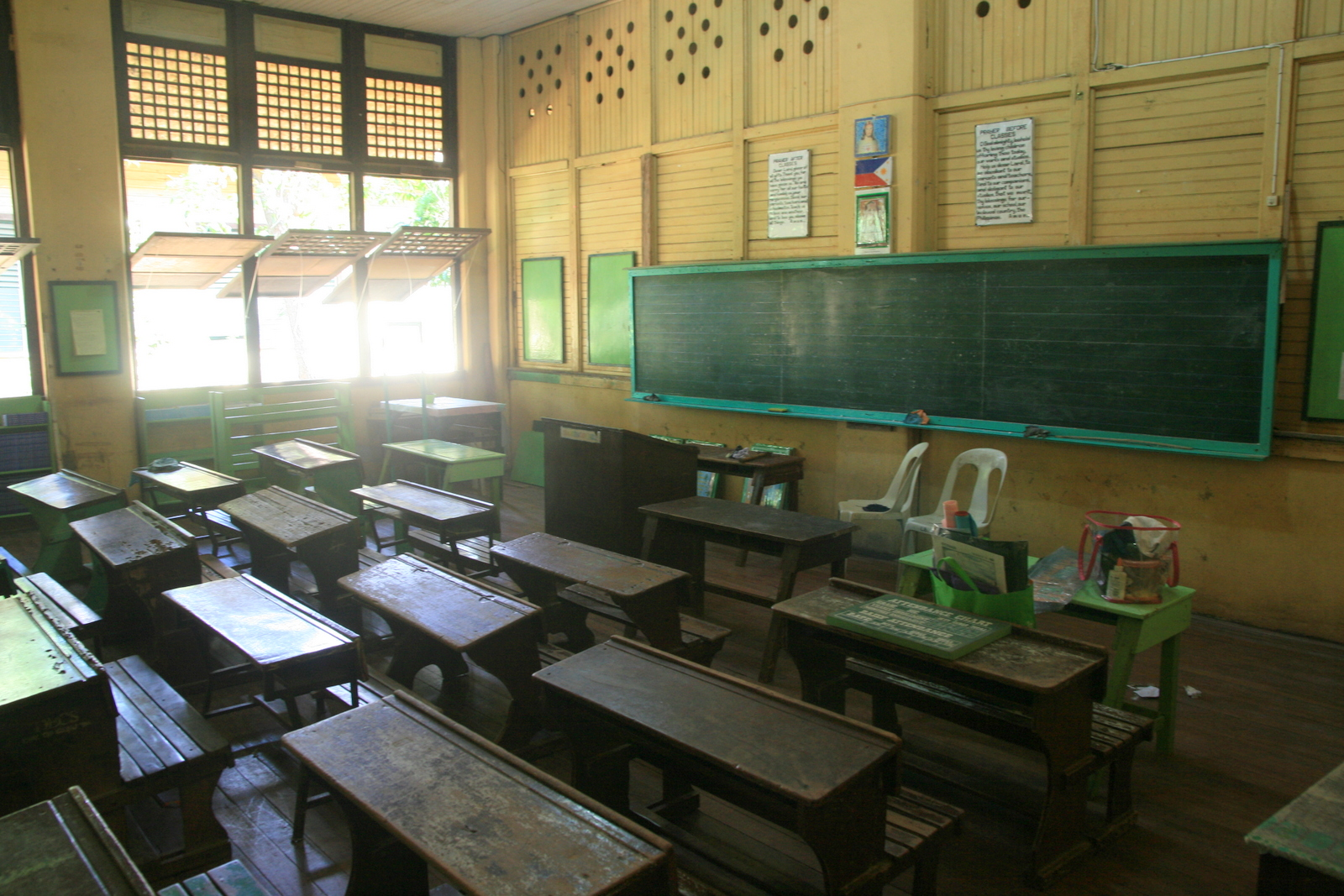
バンタヤン中央学校の教室

「ガバルドン学校」("Gabaldon School")と呼ばれるバンタヤンの初等学校は1915年に始まった
バンタヤンの公立の高等学校はバンタヤン、サンタフェ、マドリデージョスのほかドーン島にも存在する。バンタヤン南専門学校やサラザール科学大学・技術専門学校のような私立の高等学校や高等専門学校も存在する。

### 闘鶏

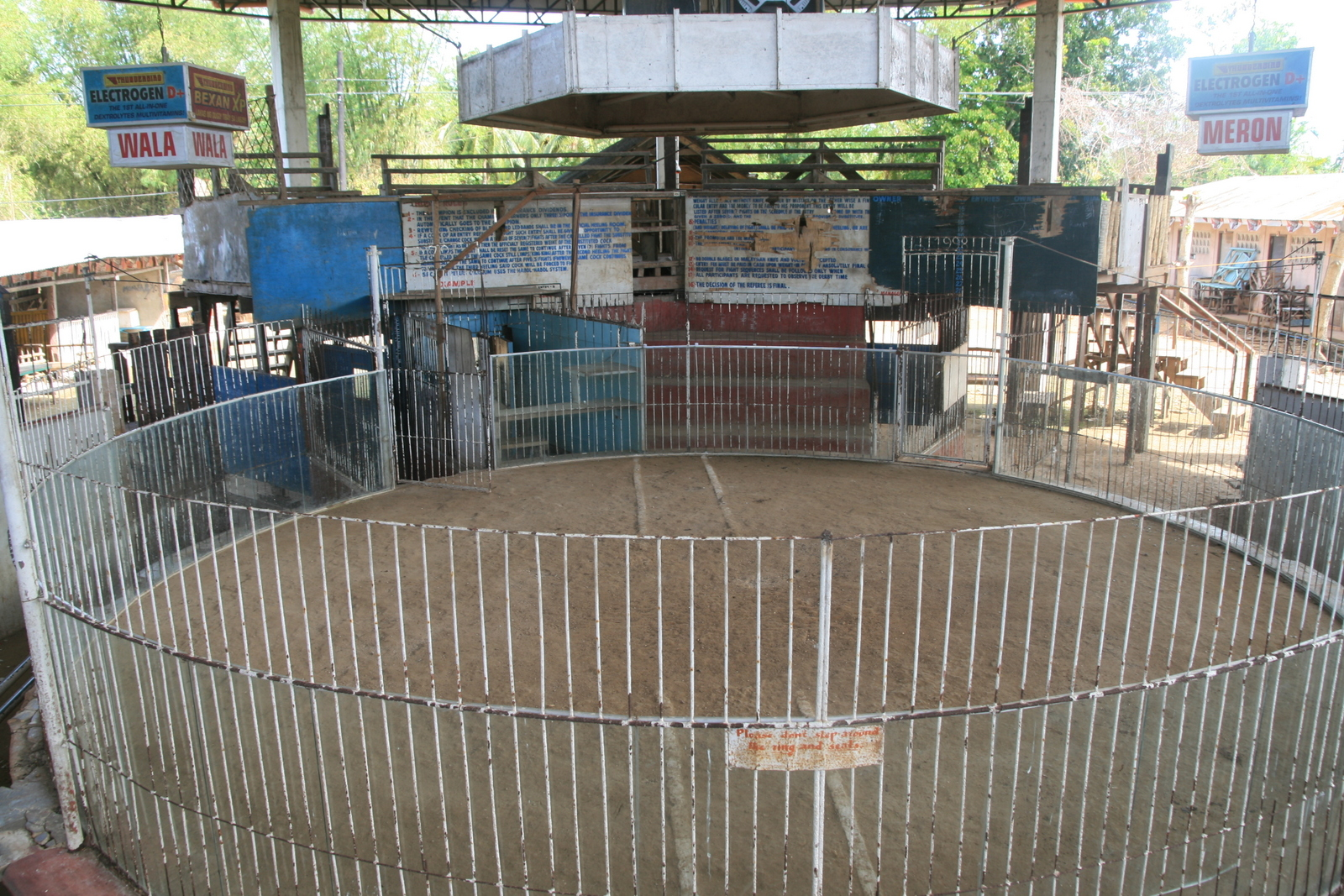
Ticad地区の闘鶏場

フィリピンの他地域と同じように闘鶏が盛んであり、「スポーツ」が闘鶏と同義になっている。勝者も敗者と同じように死ぬ点において一般的な闘鶏と違いが見られる。戦いの結果に多額の賭けが行われ、試合は一般的に数分で終了する。
鶏自身はスターである短い時間のために紫黒色の羽や金の首毛など、見た目も見事になっている。
いくつかの闘鶏場があり、バランガイ内の小さなプロック（区）では屋根無しの闘技場も存在する。

### 年表
| 年度      | 出来事 |
| --------- | --- |
| 1580      | 聖アウグスチノ修道会員がヴィサヤの修道士の宣教所「ラ・アスンシオン・デ・ヌエストラ・セニョーラ」の支援下の修道会としてバンタヤン教区を設立した。セブ州で最初の教区で、かつてメキシコ大司教区に属していたメキシコ国外に現存する数少ない教区の一つである。                       |
| 1603      | 聖アウグスチノ修道会員は教区司祭に対するの聖職の管理を放棄した。Pedro de Arceが司教を勤めた時期、ダーンバンタヤンや近隣のセブ北部の村はマリピピ島に続いて教区の管理下に置かれた。                                                                                              |
| 1628      | 最大級のモロの襲撃が発生、フィリピンの伝統舟ヴィンタの艦隊で襲撃され、Hilingigay（現Suba地区）の村などから800人以上の現地人を殺害・誘拐し、教会が焼かれた Juan de Medinaによると司祭といくらかのスペイン人住民が守ることを試みたが、弾薬が尽きたため撤退して隠れたと記している |
| 1754      | モロの襲撃によって教会や居住区が燃やされた。 |
| 1778      | サンタフェ・バンタヤン・マドリデージョスを結ぶ古いスペイン時代の道路が強制労働によって建設される |
| 1790–1796 | 不作によって重度の飢饉が発生。トウモロコシの粒さえなくなり、フィリピン伝統住宅ニパハットのニッパの壁に生えるamorsekoを食べることとなった |
| 1860      | 最初のcasa real(町役場)が建設された |
| 1864      | 1863年の教育法令によって牧師の直属下で最初の男子向けスペイン語学校が設立され、宗教教育などが行われた |
| 1880‍–‍1890   | 天然痘の流行によって島が荒廃する |
| 1894      | Ticadの都市部全体が火災によって破壊され、郵便局の基部だけが残った。 |
| 1902‍–‍1903   | コレラの流行 |
| 1905      | 台風 初の地元の選挙。Gregorio Escarioが僅差で相手候補を破り初のプレジデンテとなった。 |
| 1906      | 最初の自転車がバンタヤン島に到来した。Leon Villacrusisがマニラから購入したものだった。初めて日本から輸入した自転車は、Dr.Mabugatが所有していた |
| 1908      | 天然痘が流行、最終的には完全な予防接種によって制御された。 |
| 1910      | Yap Tico社によって最初の動力小船、MV Carmelaが導入された。 バンタヤン-セブ間の航路を運行していた。1912年に台風で破壊されるまで、バンタヤンへの物資の出納も行った。 |
| 1912      | 台風が通過し100人を超える犠牲者が発生し、労農動物や農作物にも大きな被害が出た |
| 1913      | 現在のバンタヤン・サンタフェ間道路の建設開始 |
| 1915      | 1801号公共法の結果、バンタヤン中央学校の校舎が建設される |
| 1918      | バンタヤン・マドリデージョス間の道路の建設開始 |
| 1923      | 初の自動車の導入、サンタフェのCasimiro Batiancilaのダッジの中古車であった。 |
| 1924      | サンタフェ・バンタヤン・マドリデージョスを結ぶ道路の建設計画が完了 |
| 1927      | バンタヤン町役場にバンタヤン郵便局が開局 |
| 1930      | コレラの流行 |
| 1935      | ビールの初の流通 |
| 1961      | KabacやPataoの周辺で石油の採掘を行うために石油探査者がバンタヤンを訪れた(rows 207 ff) |
| 1968      | サン・ペドロのパン屋で始まった火災で17件が全焼し、1人が死亡した。 嵐によってスバのBaluarteにあった歴史的な監視塔が流された |
| 1973      | 火事が発生しスバの全区画が破壊され、公設市場も破壊され、700以上の家庭が家を失った。 |
| 1978      | 1937年から戦時にも市長を務めたIsidro R. Escarioが死去した。通夜や葬列には1000人以上が参列し、彼を待つ列は1kmほどになった。 |
| 1981      | 大統領がバンタヤンを国立原生自然保護区に指定した |
| 1997      | アントニオ・イラストリシモが死去した。彼は父から教わり自身が考案したエスクリマ「Kali Ilustrisimo」の提唱者であった |
| 1999      | セブからイロイロに向かっていた過積載のフェリーMVアジア・サウスコリアがバンタヤンの西8海里の位置で岩礁にぶつかり、荒海に沈み、56名が死亡した |
| 2010      | Lipayran島が竜巻に襲われ、15戸の小屋が破壊され7戸が被害を受けた |
| 2013      | クラス-5級大型台風ハイヤン、現地名ヨランダが上陸、ほぼ島全体が破壊されたものの人的被害は少なかった |

## 自然環境

### 気候
気候は典型的な熱帯雨林気候であり、一年間の温度変化範囲は3度未満で、おおよそ30度近くの気温であり、年間降水量は1500mmを超える。1月から4月の期間は他の月に比べて雨量が少ない。このような気候は米などの最低二期作以上の耕作を助けている。
バンタヤンの気候はコロナ気候区分でタイプIVに属しており、年の総合雨量はそれほど多くないが乾季が1～3ヶ月と短く、雨季が9ヶ月以上と非常に長くなっている。乾季は2月から4月、場合によって5月中ごろまでである。ケッペンの気候区分では熱帯モンスーン気候（Am）とされる。

### 地理
セブ州の多くの地区と同じく、地質学的特長は以下の2種類に分けられる
1. 鮮更新世（英語版）カルカル層
カルカル層は典型的な小さなシンクホールや窪溝、分岐した尖頭部が特徴となっている多孔質の珊瑚石灰岩[46]。現位置での堆積を示唆している。主な組成物は貝類、藻類、その他の炭酸塩類であり、組成にはそのマクロ、ミクロ両方の化石が豊富に見られる。
2. 第四紀沖積層 (最も新しい岩層)
沖積層は主に海岸地帯で見られる。風化した石灰石由来の石灰質の砂は干潟を作り出している。これは貝類の断片と細粒砂や粗粒砂が混合した物と考えられる。

これらの地質学的理由から水の供給は硬水である。

### 自然保護区

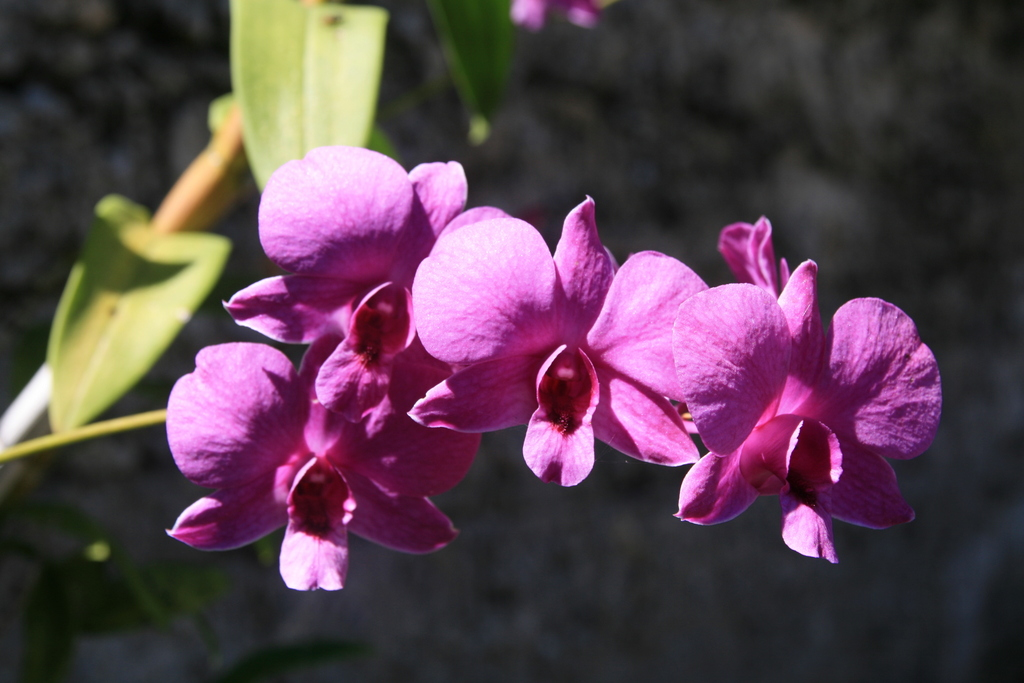
マドリデージョスで成長する野生のVanda coerulea

バンタヤンと周辺諸島は法的に保護されたいくつかの保護地区に含まれている

#### 原生自然保護区
1981年、フェルディナンド・マルコス大統領は国の特定区画に保護を与える第2151号布告に調印した。これは物理的範囲は明確ではなかったものの「原生自然保護区」の名目でバンタヤン島を含んでおり、布告は「おおよそ総面積で4,326ヘクタールを含む」とされた全ての地域と説明していた。11年後の1992年、フィリピン議会は環境天然資源省が運用する共和国法第7586号、国立統合保護区システム (NIPAS) 法を通し、保護の状態を再確認した。しかし、これは全ての群島を含め11000ヘクタール以上とされるバンタヤン島原生自然保護区(BIWA)の範囲をほとんど指定していなかった。
2013年の台風ヨランダの後、当然再建の必要と要望が生じたが、大きな問題はそのための地上権利などの明示が少なかったことで、国際救援組織などは権利の存在したい地上建設への資金供給に消極的だった。2014年には地区の定義の取り組みが開始されており、管理のための総合計画が策定されている(BIWA-GMP)。 計画はもともとのBIWAのおおよそ4.8%にあたる596.41haのみを厳密に保護された原生自然保護区として保持することを勧め、10,648.27haの多用途区画を許可している。その後、再分類に関するより具体的な提案が生まれた。2014年10月、議会に計画が推薦された。

#### 観光・海洋保護区
1978年1801号布告で観光・海洋保護区が設立され、ヒルトゥンガン島がその区域内とされた。

#### 海景保護地域
タノン海峡の海景保護地域はフィデル・ラモス大統領の下、1998年の1234号布告で設置された。これにはバンタヤン島の東海岸29km以上が含まれている。布告から17年の2015年2月時点で、最初のタノン海峡海景保護地域でのサミットが行われた。

### 植物相
支配的な原生植物はイピルイピルである。

#### 農業
栽培作物にはココナッツ、キャッサバ、バナナ、サトウキビ、トウモロコシ、マンゴーなどがある。
主な作物は以下のようなものである
| 作物         | 作付面積 (ha)  | 収穫量  |  |
| ------------ | -------------- | ------- |  |
| トウモロコシ | 400            | 763トン |  |
| マンゴー     | 47.53 (1214本) | 448トン |  |
| チコ         | 23             | n/a     |  |
| ココナッツ   | 713            | n/a     |  |

### 動物相
シモフリオオカミヘビも生息している。

#### 鳥類相
存在が確認されている鳥類は以下のとおりである
|   | ･                    | クロサギ                 | Egretta sacra |
| ･ | カラシラサギ         | Egretta eulophotes       |               |
| ･ | ササゴイ             | Butorides striata        |               |
| ･ | ダイゼン             | Pluvialis squatarola     |               |
| ･ | オオメダイチドリ     | Charadrius leschenaultii |               |
| ･ | チュウシャクシギ     | Numenius phaeopus        |               |
| ･ | キョウジョシギ       | Arenaria interpres       |               |
| ･ | オグロシギ           | Limosa sp                |               |
|   | ･                    | コグンカンドリ           | Fregata ariel |
| ･ | マダラチュウヒ       | Circus melanoleucos      |               |
| ･ | クロアゴヒメアオバト | Ptilinopus leclancheri   |               |
| ･ | オオベニバト         | Streptopelia bitorquata  |               |
| ･ | ムジアナツバメ       | Collocalia vanikorensis  |               |
| ･ | ナンヨウショウビン   | Halcyon chloris          |               |

### 海

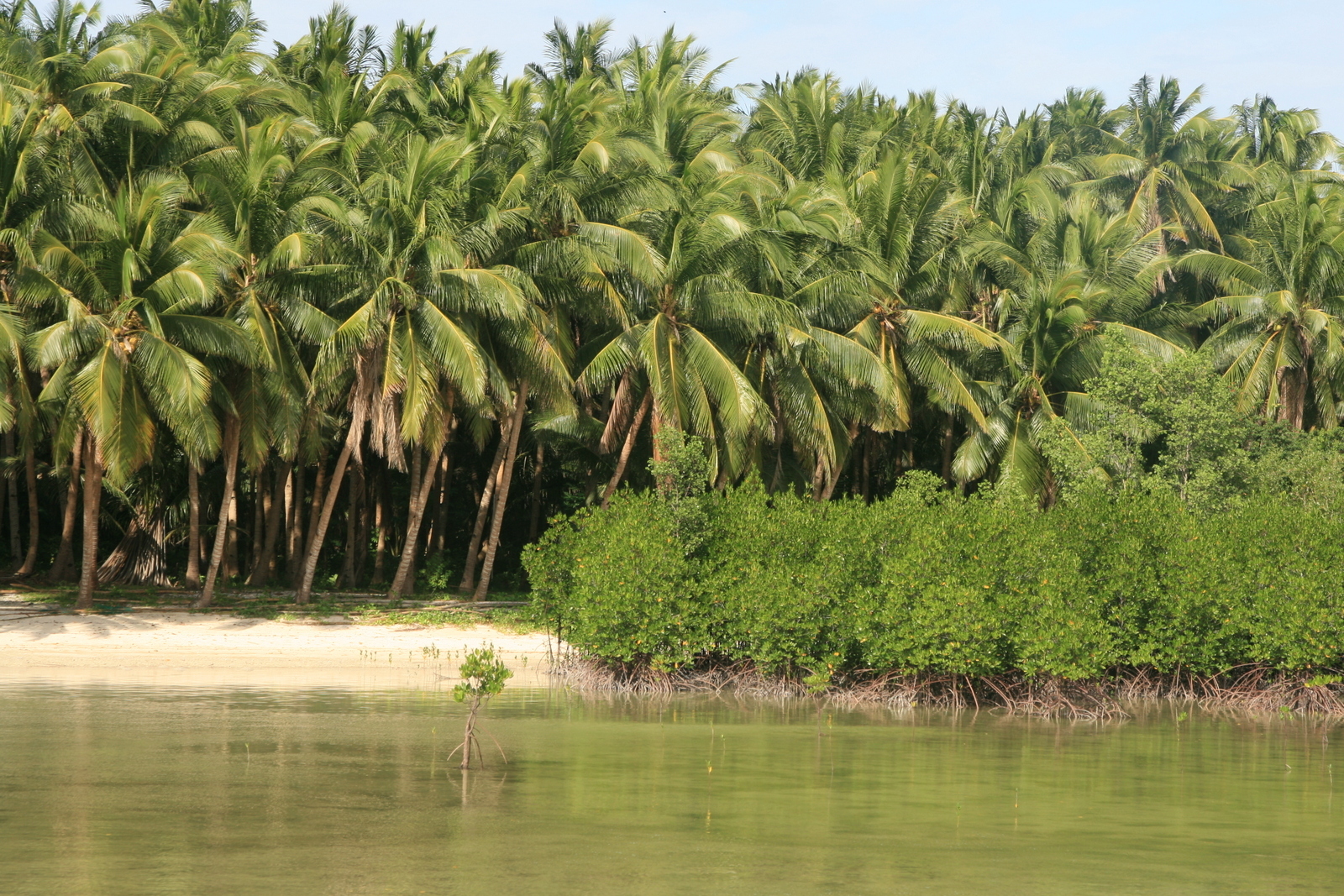
マングローブとココヤシ

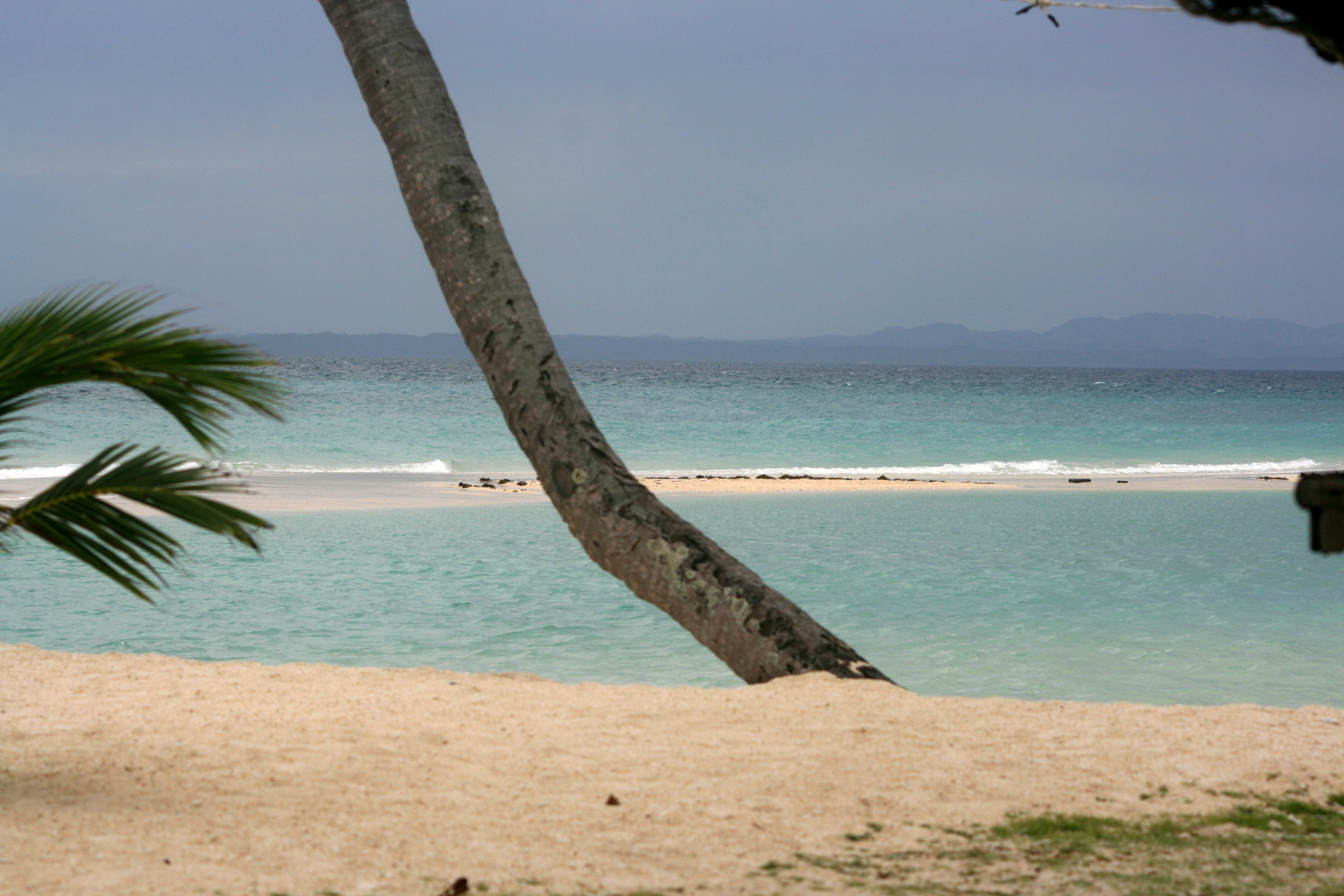
Marlinの海辺、遠くにセブが見える

バンタヤンや周辺諸島の海岸はほとんどマングローブ林とヤシが互い違いになっている。浅瀬は傾斜が緩いため潮間帯が非常に大きく、干潮時には岩と泥の広い浅瀬が露出する。また、砂州や砂浜のある場所が少なく、サンタフェの南東の角やマドリデージョスやパタオの北西などの一部で存在する。これらの浜や海には潮流の関係で大量の漂着物や浮遊物が見られる。

#### 珊瑚礁
世界に存在が知られる約500種類の珊瑚のうち、400種類近くがフィリピンで見られる。
しかしその未来は深刻な危機に直面している。理由は主にダイナマイト漁やシアン化合物漁などの破壊的漁業方であり、これらは珊瑚を含め生態系を無差別に破壊している。加えて地球温暖化と海洋の酸性化も世界的な損失に大きく関わっている。世界の珊瑚の50%–70%ほどが破壊や消滅の危機にあるが、東南アジアの珊瑚礁は最もひどく、フィリピンでは90%近くがその危機にさらされており、良い状態の場所は1%より少ないと見られている。これまで国際法の順守には乏しかったが、真剣な取り組みが開始されている。一方バンタヤンでは再生や成長促進の取り組みがおこなわれている。

#### ヒトデ

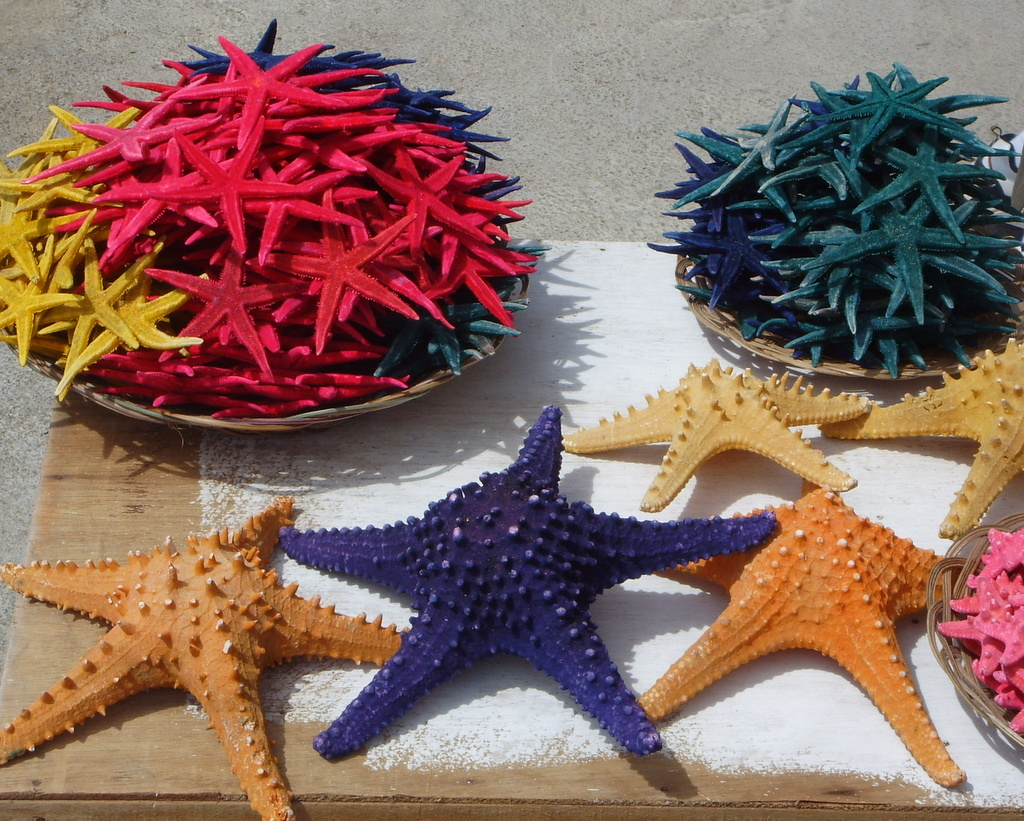
販売されている装飾ヒトデ

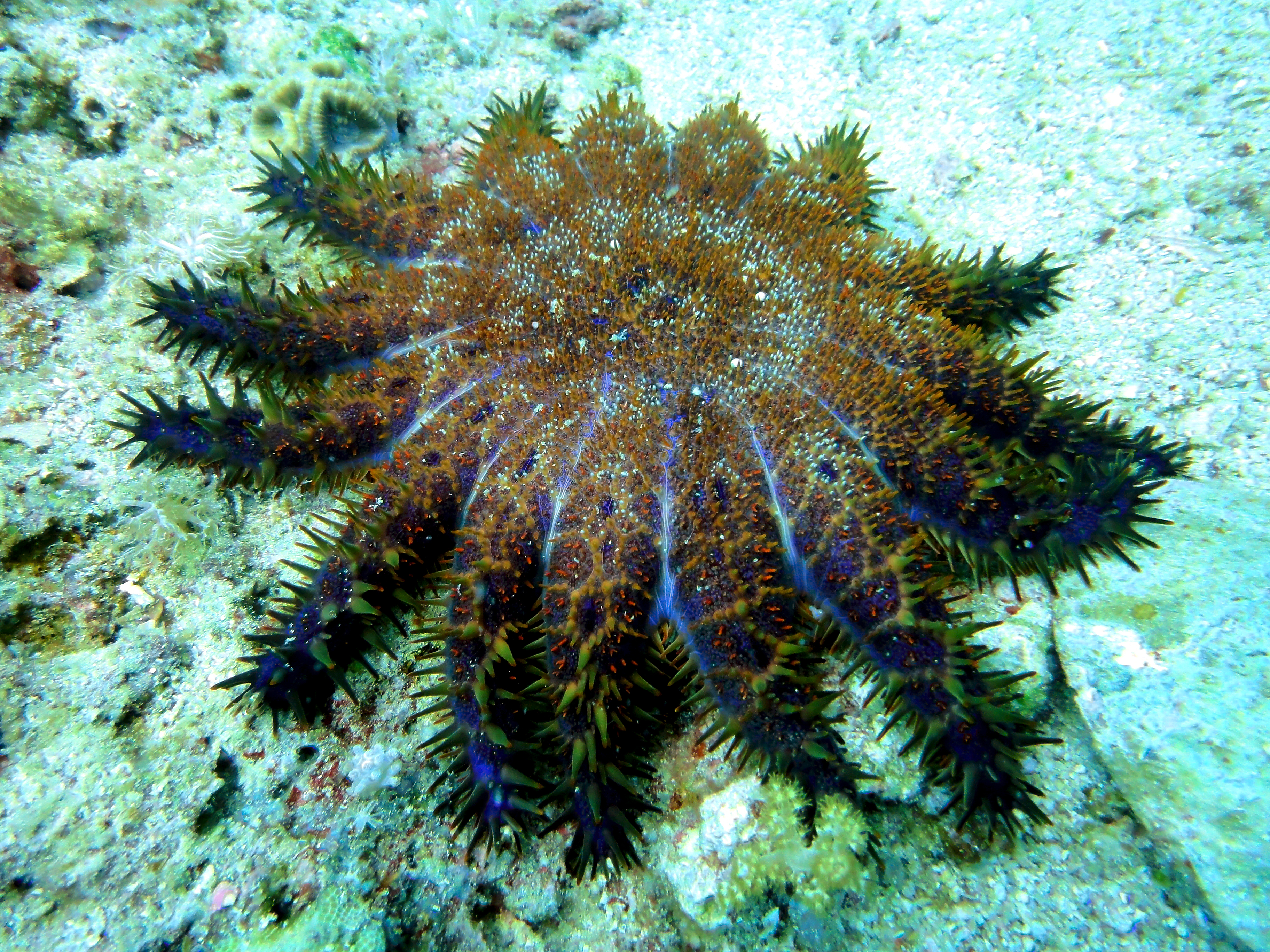
アカオニヒトデ

潮間帯(en:Intertidal zone)に、多くのヒトデが見られる。ヒトデは腐生生物であり、水をきれいな状態に保つことを助けている。しかしながら、食性が貪欲で珊瑚を食害するオニヒトデは珊瑚礁の脅威ともなっている。

#### マングローブ

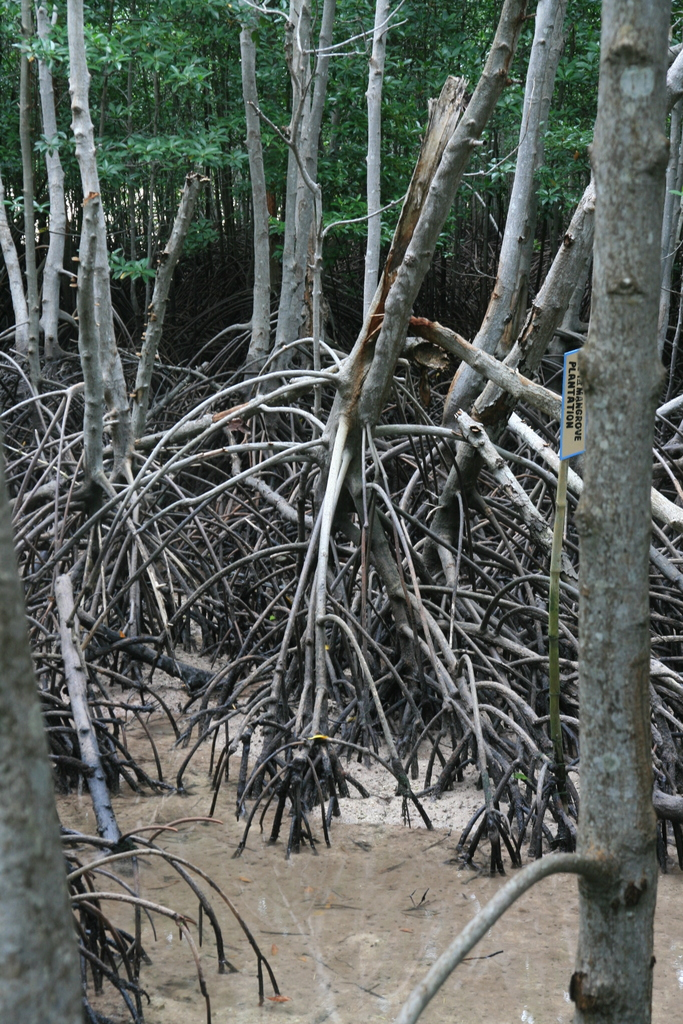
Obo-obのマングローブ

マングローブは塩性湿地に成立する森林で、熱帯や亜熱帯のに見られる。 フィリピンは世界に70種ほどといわれるマングローブ樹種のうち40種以上を持ち、世界で最も多様性に富む地域である。マングローブの生態系はとても複雑であり、多くの甲殻類、魚類、鳥類、哺乳類などの生物の住処となっている。
マングローブは魚、貝類などの生物の重要な繁殖場となっている。マングローブは1ヘクタールあたり1000kgの海洋生物の食物を提供すると見積もられている。マングローブに存在する魚類の餌の豊富さは、マングローブ1ヘクタール当たり年283.5トンの漁獲をもたらしているとされる。また台風や高波からの土壌浸食の防止と海岸線の保護に重要な役割を担っており、医薬品やアルコール、住宅資材などの多くの製品の生産材料として、研究や観光の場所としても役立っている。
しかし、これらの恩恵を持つフィリピンのマングローブの状態は明るくはない。1900年代初めには最大50万ヘクタールあったマングローブ林は現在では12万ヘクタールに減少している。多くのマングローブ地域は養殖地や埋立地として破壊されており、木材は無制限な建設資材、再利用などの住宅建設に使われ、堆泥や汚染によって生息環境が悪化している。
現在、マングローブの生態系の真の価値が知られるようになり、保存と再生が行われている。マングローブの伐採は現在は理由を問わず違法であり、地方政府と共同組織はマングローブ森の植林と運営に積極的な役割を持っている。未来にはマングローブがかつて保たれていたような健全な状態を取り戻すことが期待されている。